# Straneoites
Straneoites is een geslacht van kevers uit de familie van de loopkevers (Carabidae). De wetenschappelijke naam van het geslacht is voor het eerst geldig gepubliceerd in 1947 door Basilewsky.

## Soorten
Het geslacht Straneoites is monotypisch en omvat slechts de volgende soort:
- Straneoites morogoro Basilewsky, 1947